# عدسة رقيقة

الدسة تعتبر عدسة رقيقة إذا كان d << R1 أو d << R2.

في علم البصريات، العدسة الرقيقة هي العدسة التي سمكها (المسافة بين سطحين على طول المحور البصرى للعدسة) والتي تهمل عند مقارنتها بنصف قطر الإنحناء لأسطح العدسات.
- العدسات التي لا يهمل سمكها تسمى أحيانا العدسات السميكة.
- يتم إهمال التأثيرات البصرية أثناء عمل تقريب للعدسات الرقيقة بسبب سمك العدسات ولتبسيط حسابات تعقب الشعاع. إنها غالبا تشترك في الأسلوب مع التقريب المحورانى مثل تحليل مصفوفة نقل شعاع.

## البعد البؤرى
البعد البؤرى f، لعدسة في الهواء يعطى بمعادلة لينز مارك:
```

  

    

      

        

          

            
1

            
f

          

        

        
=

        
(

        
n

        
−

        
1

        
)

        

          
[

          

            

              

                
1

                

                  
R

                  

                    
1

                  

                

              

            

            
−

            

              

                
1

                

                  
R

                  

                    
2

                  

                

              

            

            
+

            

              

                

                  
(

                  
n

                  
−

                  
1

                  
)

                  
d

                

                

                  
n

                  

                    
R

                    

                      
1

                    

                  

                  

                    
R

                    

                      
2

                    

                  

                

              

            

          

          
]

        

        
,

      

    

    
{\displaystyle {\frac {1}{f}}=(n-1)\left[{\frac {1}{R_{1}}}-{\frac {1}{R_{2}}}+{\frac {(n-1)d}{nR_{1}R_{2}}}\right],}

  

```

حيث (n) هو معامل الإنكسار لمادة العدسة، و(R1) و(R2) هما نصفا قطرا الإنحناء للسطحين.
- لعدسة رقيقة، (d) تكون أصغر بكثير من أحد نصفى قطرى الانحناء (سواء R1 أو R2). وفي هذه الظروف، يتم إهمال آخر حد في معادلة لينز مارك، والبعد البؤرى لعدسة رقيقة في الهواء يمكن تقريبه كالأتى:

```

  

    

      

        

          

            
1

            
f

          

        

        
≈

        

          
(

          

            
n

            
−

            
1

          

          
)

        

        

          
[

          

            

              

                
1

                

                  
R

                  

                    
1

                  

                

              

            

            
−

            

              

                
1

                

                  
R

                  

                    
2

                  

                

              

            

          

          
]

        

        
.

      

    

    
{\displaystyle {\frac {1}{f}}\approx \left(n-1\right)\left[{\frac {1}{R_{1}}}-{\frac {1}{R_{2}}}\right].}

  

```

هنا (R1) يتم أخذها بإشارة موجبة إذا كان السطح الأول محدب، وبإشارة سالبة إذا كان السطح مقعر.
- يتم عكس الإشارات بالنسبة للسطح الخلفى للعدسة، حيث (R2) يكون موجب إذا كان السطح مقعر، وسالب إذا كان السطح محدب.
- يوجد تحويل إشارة مطلق، حيث يختار بعض المؤلفين إشارات مختلفة لنصف القطر والتي تؤدى إلى تغيير معادلة البعد البؤرى.

## تكون الصورة

تتبع الأشعة قواعد بسيطة عند مرورها خلال عدسة رقيقة، في التقريب المحورانى لشعاع:
- أي شعاع يدخل موازى للمحور من أحد جانبى العدسة ينفذ باتجاه البؤرة على الجانب الآخر.
- أي شعاع يصل العدسة مارا بالبؤرة على الجانب الأمامى، يخرج موازى للمحور على الجانب الآخر.
- أي شعاع يمر خلال مركز العدسة لا يتغير اتجاهه.

وبتعقب هذه الأشعة فإن العلاقة بين مسافة الشعاع (s) ومسافة صورته (s′) يتعين بالعلاقة:
```

  

    

      

        

          

            
1

            
s

          

        

        
+

        

          

            
1

            

              
s

              
′

            

          

        

        
=

        

          

            
1

            
f

          

        

      

    

    
{\displaystyle {1 \over s}+{1 \over s'}={1 \over f}}

  

.
```

## البصريات الطبيعية
- في بصريات الموجة الغير متجهة، فإن العدسة هي الجزء التي تقوم بعمل تغير لطور مقدمة الموجة.
- رياضيا، يمكن فهم ذلك بضرب مقدمة الموجة بالدالة الأتية:

```

  

    

      

        
exp

        
⁡

        

          
(

          

            

              

                

                  
2

                  
π

                  
i

                

                
λ

              

            

            

              

                

                  
r

                  

                    
2

                  

                

                

                  
2

                  
f

                

              

            

          

          
)

        

      

    

    
{\displaystyle \exp \left({\frac {2\pi i}{\lambda }}{\frac {r^{2}}{2f}}\right)}

  

.
```